# Professor Layton und der Ruf des Phantoms
Professor Layton und der Ruf des Phantoms (jap. レイトン教授と魔神の笛, Reiton-kyōju to Majin no Fue, dt. „Professor Layton und die Dämonenflöte“) ist ein Videospiel aus dem Hause Level-5 und das vierte Spiel der „Professor Layton“-Reihe. Chronologisch gesehen, ist es das erste Spiel in der Zeitleiste und erzählt die Geschichte, wie Professor Layton und Luke sich kennenlernten. In der japanischen und nordamerikanischen Version enthält es außerdem ein Bonus-Rollenspiel namens London Life von den Entwicklern Brownie Brown, welches nach dem Beenden der Hauptgeschichte freigeschaltet werden kann.
Das Spiel erschien in Japan am 26. November 2009 und verkaufte mehr als 300.000 Spiele allein in der ersten Woche.

## Allgemein
Das Spiel umfasst 170 verschiedene Rätsel, wobei noch 52 weitere per Download erhältlich sind (die Zahl kann in der deutschen Version variieren). Dabei kann man sich 7000 sogenannte Pikarat verdienen, welche man später im Bonusbereich des Spiels zum Freischalten verschiedener Boni benutzen kann. Um einen Hinweis zu einem Rätsel zu erhalten, kann man die Hinweismünzen benutzten, von denen 300 Stück im Spiel versteckt sind.
Mit dem vierten Teil wurde außerdem das „'Episoden-System'“ eingeführt. Diese Episoden kann man im Spiel sammeln und im „Koffer des Professors“ ansehen. Dabei handelt es sich um Dialoge oder Szenen, welche als Nebengeschichte oder Zusatzinformation fungieren. So wird zum Beispiel geklärt, woher Layton und Emmy sich kennen. Eine weitere Neuerung im Koffer ist die sogenannte „Kollektion“. Dabei handelt es sich um eine Sammlung verschiedener Gegenstände, welche in ganz Misthallery, dem Handlungsort des Spiels, versteckt sind.

## Handlung
Professor Layton und seine neue Assistentin Emmy Altava erhalten einen Brief von Laytons altem Freund Clark Triton. Er schreibt von einem riesigen Phantom, das nachts das Dorf zerstört. Der Professor und Emmy machen sich auf nach Misthallery, Clarks Heimatdorf, um dort dem Geheimnis auf den Grund zugehen. Misthallery war einst die Heimat einer alten Zivilisation, die angeblich einen „Goldenen Garten“ im Dorf erbaute. Während seiner Untersuchung lernt Layton Clarks Sohn Luke kennen, der Layton während des Spiels begleitet. Er sagt, er sehe den Untergang der Welt näher kommen, und kann den Erscheinungsort des Phantoms voraussagen. Im Dorf selbst kursiert das Gerücht über eine „Katastrophen-Hexe“, die angeblich das Phantom mit einer Flöte heraufbeschwört und am riesigen Stausee ihre Residenz hat. Auch der örtliche Inspektor Levin Jakes scheint Geheimnisse zu haben. Es liegt an Layton und seinen Begleitern, das Geheimnis um das „Dorf des Nebels“ zu lösen.

## Figuren
- Hershel Layton – Er ist Professor für Archäologie an der Gressenheller Universität und begeisterter Rätselliebhaber. Mit seiner neuen Assistentin Emmy Altava versucht er das Geheimnis um das Phantom zu lösen.
- Luke Triton – Clarks und Brenda Tritons einziger Sohn. Er versteht die Sprache der Tiere und sieht den Untergang der Welt näher kommen. Er besitzt ein Haustier namens Toppi. Er schickte den Brief mit dem Hilferuf an Professor Layton. Außerdem ist er ebenfalls rätselbegeistert.
- Emmy Altava – Die neue Assistentin des Professors. Ihr Onkel lehrte sie verschiedene Kampfsportarten und ihre Markenzeichen sind ihr gelber Roller und ihre Kamera.
- Clark Triton – Vater von Luke und Laytons alter Freund. Clark und Professor Layton lernten sich während des Archäologiestudiums kennen. Er ist amtierender Bürgermeister in Misthallery.
- Arianna Barde – Die angebliche „Katastrophen-Hexe“ des Dorfes. Sie lebt allein mit ihrem Bruder Tony und ihrem Gärtner in der alten Residenz der Bardes am Staudamm. Aufgrund ihrer Krankheit verlässt sie nur selten das Haus.
- Tony Barde – Er schlüpft in die Rolle von Seamus.
- Jean Descole – Der neue Erzfeind Laytons. Er ist ebenfalls Archäologe und wie Don Paolo ein Meister der Verkleidung. Er scheint an den Geheimnissen von Misthallery interessiert zu sein. Um seine Ziele zu erreichen, schreckt er nicht davor zurück, anderen Schaden zuzufügen. Er kann außerdem sehr überzeugend sein und beherrscht die Fähigkeit, andere auf seine Seite ziehen.
- Inspektor Grosky – Der neue Inspektor von Scotland Yard. Er kennt Layton schon länger und untersucht im Auftrag von Scotland Yard die Geschehnisse in Misthallery.
- Oma Enygma – Sie und Emmy begegnen sich kurz. Bevor Layton und Luke den Raum betreten, verschwindet sie. Im Spiel wird sie des Weiteren von ihrer Katze Kietz ersetzt, die fortan alle vergessenen Rätsel einsammelt.
- Jakes – Der Inspektor von Misthallery. Er ist ziemlich korpulent und scheint Layton nicht gerade freundlich gesinnt.
- Schwarzer Rabe – Der Schutzgeist des „Rabenmarktes“ von Misthallery. Am Ende stellt sich heraus, dass es eine Kinderbande ist, die den Rabenmarkt betreibt.
- Seamus – Der unfreundliche Gärtner der Familie Barde. Er hasst Besucher und ist eine Art Beschützer für Arianna. Später stellt sich heraus, dass es der kleine Bruder Ariannas war, der sich als Seamus ausgegeben hat.
- Dekan Delmona – Der Leiter der Gressenheller Universität. Er ernennt Emmy zu Laytons Assistentin.
- Rosa – Die Putzfrau und Sekretärin in Laytons Büro. Da Ordnung nicht gerade die stärkste Seite des Professors ist, hat sie ziemlich viel zu tun.
- Doland Noble – Der Butler der Tritons. Er kümmert sich liebevoll um Luke und zog ihn schon auf, seit er ein Baby war. Er wurde zusammen mit Lukes Mutter von Jean Descole in den Keller der Familie Triton gesperrt, damit sich Descole als Doland maskieren konnte.

## Professor Layton’s London Life
London Life ist ein Bonus-Rollenspiel, welches nach Beenden der Hauptgeschichte freigeschaltet wird. Man erstellt sich einen eigenen Charakter und löst die Aufgaben der Bewohner Londons. Dabei handelt es sich um die Charaktere der ersten vier Spiele und drei freischaltbare Charaktere aus dem Film Professor Layton und die ewige Diva. Die Grafik erinnert stark an das Spiel Mother 3 und soll eine Anspielung auf das (in Japan am 27. Dezember 2012 veröffentlichte) Spiel namens Fantasy Life sein. Das Spiel wurde von Brownie Brown und Level-5 entwickelt. Es ist in der europäischen Version nicht enthalten, da die nötigen Übersetzungen eine Verschiebung der Veröffentlichung bedeutet hätten, die Nintendo nicht in Kauf nehmen wollte.

## Soundtrack
Die Musik im Spiel wurde von Tomohito Nishiura komponiert und wurde 2010 in Japan als CD veröffentlicht. Das Lied, welches während der Credits abgespielt wird, heißt Paxmaveiti und wurde von Yūko Andō komponiert, getextet und gesungen.

## Synchronisation
| Rolle            | Deutscher Synchronsprecher |
| ---------------- | -------------------------- |
| Hershel Layton   | Mario Hassert              |
| Luke Triton      | Sophia Längert             |
| Emmy Altava      | Anja Welzel                |
| Clark Triton     | Sven Gerhardt              |
| Arianna Barde    | Cynthia Micas              |
| Tony Barde       | Tim Zieschang              |
| Jean Descole     | Viktor Pavel               |
| Doland Noble     | Viktor Pavel               |
| Levin Jakes      | Wolfgang Lippe             |
| Inspektor Grosky | Klaus Lochthove            |
| Raymond          | Klaus Lochthove            |
| Schwarzer Rabe   | Philipp Zieschang          |
| Crow             | Philipp Zieschang          |

## Bonus-Bereich
Im Bonus-Bereich des Spiels hat man die Möglichkeit 52 herunterladbare Rätsel zu erhalten, sowie 15 Bonus Rätsel zu lösen, welche man durch Beenden der Minispiele (Fisch-, Puppen- und Miniaturzugminispiel), das Beenden der Hauptgeschichte und das Lösen sämtlicher Rätsel im Spiel freischaltet. Im Streng-Geheim Bereich kann man sich die kleinen Videosequenzen des Spiels sowie Artworks und Charakter-Beschreibungen ansehen. Außerdem hat man durch Eingeben eines Passwortes aus dem fünften Teil der Serie die Möglichkeit, sich weiteres Material anzuschauen.